# Rio Crasna (Teleajen)
O Rio Crasna é um rio da Romênia, afluente do Teleajen, localizado no distrito de Prahova.